# Jørgen Juve
Jørgen Juve (Porsgrunn, 22 de Novembro de 1906, Porsgrunn - 12 de Abril de 1983)  foi um futebolista e treinador norueguês, medalhista olímpico.

## Carreira
Juve é o maior artilheiro da história da seleção norueguesa, com 33 golos marcados em 45 jogos disputados pela equipe. Um fato que ajuda a tornar essa marca ainda mais relevante, é que apenas 22 partidas nas quais ele atuou pela seleção foram como centro-avante.
Começou sua carreira na equipe de sua cidade natal, o Urædd, antes de se transferir para o clube da capital, o Lyn. Sua estréia na seleção foi em 1928, contra a Finlândia. Em sua quarta partida, passou a atuar como centro-avante. E logo neste jogo, contra os Países Baixos, marcou três golos. Viria a repetir o feito na próxima partida pela seleção. Nas primeiras oito partidas, já havia chegado à marca de 19 golos marcados. Quando completou a importante marca de 25 partidas pela seleção, havia marcado 31 golos. Também nesta partida foi estranhamente movido para a defesa.
O grande momento seu foi no Torneio Olímpico de 1936, em Berlim. A Noruega chegou ao terceiro lugar após bater a própria Alemanha nas quartas de final.
Aposentou-se do futebol em 1938. Escreveu três livros, treinou por um momento e chegou a ser jornalista, antes de falecer em 1973.

## Estatísticas
- Três golos em uma mesma partida pela seleção: Cinco oportunidades;
- Primeiro gol pela seleção: 12 de Junho de 1929, contra os Países Baixos